# CorelDraw Graphics Suite
CorelDraw Graphics Suite (eigene Schreibweise: CorelDRAW Graphics Suite) ist eine insbesondere auf Windows-Systemen verbreitete Grafik- und Bildbearbeitungs-Softwaresammlung der Corel Corporation.
Die Versionsnummern wurden erst bis 12 (2003) hochgezählt, in den nachfolgenden Versionen wurde die „10“ durch die römische Ziffer X ersetzt, somit mit X3 (2006) bis X8 (2016) bezeichnet. Seit 2017 wird als Versionsnummer die Jahreszahl benutzt. Seit Version 2019 ist die CorelDRAW Graphics Suite auch wieder für macOS verfügbar.

## Komponenten
CorelDraw wird als Paket von Anwendungen (Graphics Suite) zur Grafikbearbeitung vertrieben. Es enthält in der Version 2021 folgende Komponenten:

### Hauptprogramme
- CorelDraw, ein Vektorgrafikprogramm
- Corel Photo-Paint zur Bildbearbeitung
- Corel PowerTRACE zur Vektorisierung von Rastergrafiken (vormals Corel Trace)
- Corel Capture für Screenshots (nur Windows-Variante)
- Corel Connect zur Durchsuchung von lokalen Medien und Netzwerken nach digitalen Inhalten
- Corel Font Manager eine TrueType- und OpenType-Schriftverwaltung; seit Version 2020 unterstützt die CorelDRAW Graphics Suite auch Variable Fonts

### Zusätzliches
Zudem sind verschiedene zusätzliche „Helferlein“ enthalten, wie AfterShot HDR, ein Spezialprogramm zur Entwicklung von RAW-Dateien und zur Bildorganisation, ein Barcode-Assistent, über 10.000 Cliparts, über 1000 Schriften und Sonstiges.
In den Versionen 10–12 lag zudem noch Corel Rave zur Erstellung einfacher Flash-Animationen bei.

### Varianten von CorelDRAW
Aktuell gibt es neben dem „Flaggschiff“ CorelDRAW Graphics Suite unter Windows die Varianten Essentials und Standard sowie die Technical Suite. Essentials enthält wie Standard weniger Vorlagen, Fonts und einen reduzierten Funktionsumfang. Auch das mitgelieferte Photo-Paint enthält nicht den vollen Funktionsumfang. Beiden Varianten fehlen die für die Druckvorstufe wichtige CMYK-Unterstützung.
Die ebenfalls bisher nur unter Windows verfügbare Technical Suite ist der große Bruder der Graphics Suite. Die meist einige Monate nach der Graphics Suite ausgelieferte Technical Suite bietet in der aktuellen Version 2020 neben den Bestandteilen der Graphics Suite speziell für die technische Kommunikation Programme wie das Zeichenprogramm Corel Designer und XVL Studio Corel Edition, ein 3D-Visualisierungs- und -Autorenprogramm, 4.000 Symbole für Architektur, Elektronik, Allgemein, Mechanik und Werkzeuge, 150 Vorlagen und weitere Filter.

## Geschichte
Die erste Version des Programms wurde für Windows 2.x entwickelt und im Jahr 1989 als Version 1.2 veröffentlicht (die Versionen 1 und 1.1 waren interne Vorabversionen). Version 2.0 ist zusätzlich mit Windows 3.0 kompatibel und es kam eine 16-Bit-Version für OS/2 1.x hinzu. CorelDraw 2.5 für OS/2 2.0 war die letzte Version für dieses Betriebssystem und gleichzeitig die erste 32-Bit-Version, die allerdings nicht fortgeführt wurde. Von Version 3 gab es nicht nur eine Version für Windows 3.1, sondern auch native Unix-Versionen für AIX (IBM, POWER), IRIX (SGI, MIPS), HP-UX (PA-RISC), OSF/1 (DEC, Alpha) und Solaris (Sun, SPARC). Die Dateiformate sind untereinander kompatibel. Mit Version 6.0 für Windows 95 und NT wurde CorelDraw auch in der Windows-Version zur 32-Bit-Anwendung und ab Version 7.0 kam eine Version für den Macintosh hinzu, damals ab Mac OS 7.6 auf dem PowerPC. Die Linux-Version von CorelDraw 9 ist Wine-basiert und entspricht somit der Windows-Version. Mit Version 10 wurde die Graphics Suite auf der Macintosh-Plattform für Mac OS X angepasst, aber nach Version 11 vorerst nicht weitergeführt. Version X6 wurde für Windows ab Vista x64 auch als 64-Bit-Version veröffentlicht und kann sogar parallel in der 32- wie auch der 64-Bit-Variante installiert werden. Version 2019 war nach 17 Jahren erstmals wieder auch in einer Mac-Version verfügbar.
Das Besondere an den ersten CorelDraw-Versionen war, dass Vektor-Schriften in einem proprietären Format mitgeliefert wurden. Windows 3.0 unterstützte noch keine TrueType-Schriftarten. Um trotzdem Postscript-Fonts nutzen zu können und die mitgelieferten Corel-Fonts im .wfn-Format auch als Druckerfont auf entsprechende Drucker hochladen zu können, lag diesen Versionen das Dienstprogramm WFN-Boss bei. So war Corel von den PostScript-Schriften der Firma Adobe unabhängig. Das umfangreiche Schriftenpaket, 2010 bestehend aus über tausend OpenType- und PostScript-Schriften, ist bis heute beibehalten worden. Zumindest einzelne ältere Versionen waren auch zusammen mit Ventura erhältlich. Schon die ganz frühen Versionen erlaubten auch den Export von Grafiken in einen Font (zunächst ins Corel-eigene Format), wodurch sich CorelDRAW auch als einfacher Font-Editor einsetzen lässt.
Daneben war es in den ersten Versionen nur möglich, im schwarzweißen Outline-Modus zu arbeiten, die tatsächliche farbige Grafik bekam man dann erst nach Umschalten in den Vorschaumodus zu sehen. Dies war ein Zugeständnis an die damals sehr leistungsschwachen Rechner. Trotzdem dauerte das Rendern des Vorschaubildes nicht selten einige Sekunden bis Minuten, je nach Komplexität des Bildes.
Die neueren Versionen beinhalten zunehmend Funktionen aus dem Desktop-Publishing und der Druckvorstufe. So gibt es eine direkte PDF-Ausgabe, eine Druckvorschau, die komplexe Montagebögen ermöglicht, und eine kalibrierte Farbvorschau, die durch die Verwendung der Trapping-Methode auch Farbmischungen anzeigt.
In der Version X5 wurde das Farbmanagement vollständig neu programmiert und entspricht nun dem weltweiten Industriestandard, der weitgehend von Adobe geprägt wurde. Das führt allerdings zu teils erheblichen Farbunterschieden beim Bearbeiten von Dateien aus vorherigen Versionen.
Das eigene versionsabhängige Vektorformat hat die Dateiendung CDR. Dank dem Programm libcdr können auch LibreOffice (Draw), Inkscape, sk1 und Scribus dieses Dateiformat öffnen, dies gilt ebenso für CorelDraw Templates (CDT) und CorelDraw Presentations Exchange (CMX) Dateien.

### Versionen
| CorelDraw        | CorelDraw |
| Veröffentlichung | Version   |
| ---------------- | --------- |
| Januar 1989      | 1         |
| September 1991   | 2         |
| Oktober 1992     | 3         |
| Mai 1993         | 4         |
| Juli 1994        | 5         |
| August 1995      | 6         |
| April 1996       | 7         |
| April 1998       | 8         |
| Dezember 1999    | 9         |
| Oktober 2000     | 10        |
| August 2002      | 11        |
| Januar 2004      | 12        |
| Februar 2006     | X3 (13)   |
| Januar 2008      | X4 (14)   |
| Februar 2010     | X5 (15)   |
| März 2012        | X6 (16)   |
| März 2014        | X7 (17)   |
| März 2016        | X8 (18)   |
| April 2017       | 2017 (19) |
| April 2018       | 2018 (20) |
| April 2019       | 2019 (21) |
| März 2020        | 2020 (22) |
| 9. März 2021     | 2021 (23) |
| 8. März 2022     | 2022 (24) |
| 7. März 2023     | 2023 (25) |
| 4. März 2024     | 2024 (26) |

## Grafik in CorelDRAW programmieren

Beispiel einer Vektorgrafik, die ursprünglich in CorelDRAW 6 in der Programmiersprache COREL Script programmiert worden ist

Mit Version 6 wurde in CorelDraw eine Programmiersprache, die proprietäre Skriptsprache COREL Script eingeführt. Im Jahr 1998 traf Corel die strategische Entscheidung, eine Lizenz für die Programmiersprache Visual Basic for Applications (VBA) von Microsoft zu erwerben, um sich das Wohlwollen von Millionen VBA-Entwicklern weltweit zu sichern. VBA wurde so zur Skriptsprache von CorelDRAW ab der Version 10, wobei die erste Skriptsprache COREL Script parallel noch unterstützt wurde. Corel empfiehlt jedoch, diese nicht mehr zu verwenden.
VBA wird, ähnlich wie die Programme von Microsoft Office, mit einer vollständig integrierten Entwicklungsumgebung ausgeliefert. In der preisgünstigen CorelDRAW Home & Student Suite 2019 sind VBA und die Entwicklungsumgebung nicht enthalten.
Die abgebildete Grafik aus dem naturwissenschaftlichen Bereich wurde ursprünglich in CorelDRAW 6 mit COREL Script programmiert, in eine spätere Version übernommen und im Format SVG exportiert. Für Objekte, die sich in einer Grafik oft wiederholen, wie die Quadrate der Abbildung, ist eine Programmierung von Vorteil, insbesondere dann, wenn es auf eine exakte Position der Objekte ankommt. VBA kann jedoch auch dazu verwendet werden, um den Arbeitsablauf im Vektorgrafikprogramm CorelDRAW und im Bildbearbeitungsprogramm Corel Photo-Paint zu steuern.